# Bandar Labuan

Bandar Labuan, ook Labuan, is een stad in het Maleisische federale territorium Labuan.
Bandar Labuan telt 9.100 inwoners.